# ماي ميهارا
ماي ميهارا هي متزلجة على الجليد يابانية ولدت في 22 أغسطس 1999.